# Bazzania wattsiana
Bazzania wattsiana là một loài rêu tản trong họ Lepidoziaceae. Loài này được (Stephani) D. Meagher mô tả khoa học lần đầu tiên năm 2005.